# Ньюарк-Ліберті
Один з найбільших аеропортів США та найстарший в світі
Міжнародний аеропорт Ньюарк Ліберті (IATA: EWR, ICAO: KEWR, FAA ідент. місц.: EWR), спочатку Аеропорт Ньюарк Метрополітен, пізніше Міжнародний аеропорт Ньюарк, — основний аеропорт, який обслуговує штат Нью-Джерсі. Аеропорт знаходиться між містами Ньюарк і Елізабет, останній з яких є найгустонаселенішим містом штату. Аеропорт є власністю міста Елізабет та Ньюарк, а також орендований та експлуатується управлінням порту Нью-Йорку та Нью-Джерсі.
Аеропорт Ньюарк розташований на 121 км на північний схід від Філадельфії, на 19 км на південний захід від Нью-Йорка та 4,8 на південь від центру Ньюарка. Це один з трьох основних аеропортів, що обслуговують Нью-Йоркську агломерацію, інші — міжнародний аеропорт імені Джона Кеннеді та аеропорт Ла-Гуардія у Квінзі, Нью-Йорк, обидва з яких також управляються адміністрацією порту. Аеропорт також обслуговує значну пасажирську частку з Філадельфійської агломерації.
У 2017 році EWR був п'ятнадцятим найбільш завантаженим аеропортом у Сполучених Штатах і сорок дев'ятим найбільш завантаженим аеропортом у світі пасажирськими перевезеннями, обслуживши 43 393 499 пасажирів.
Ньюарк обслуговують 50 перевізників і є третім за величиною хабом (після Чикаго-О'Хара і Х'юстон-Інтерконтиненталь) для United Airlines, які є найбільшим орендарем аеропорту (обслуговують всі три термінали Ньюарка). Другий за величиною орендарем Ньюарка є FedEx Express, третій за величиною вантажний хаб, який використовує три будвілі з двома мільйонами квадратних метрів власності аеропорту. Протягом 12-місячного періоду, що закінчився липнем 2014 року, більше 68 % всіх пасажирів в аеропорту перевезли United Airlines.

## Обладнання

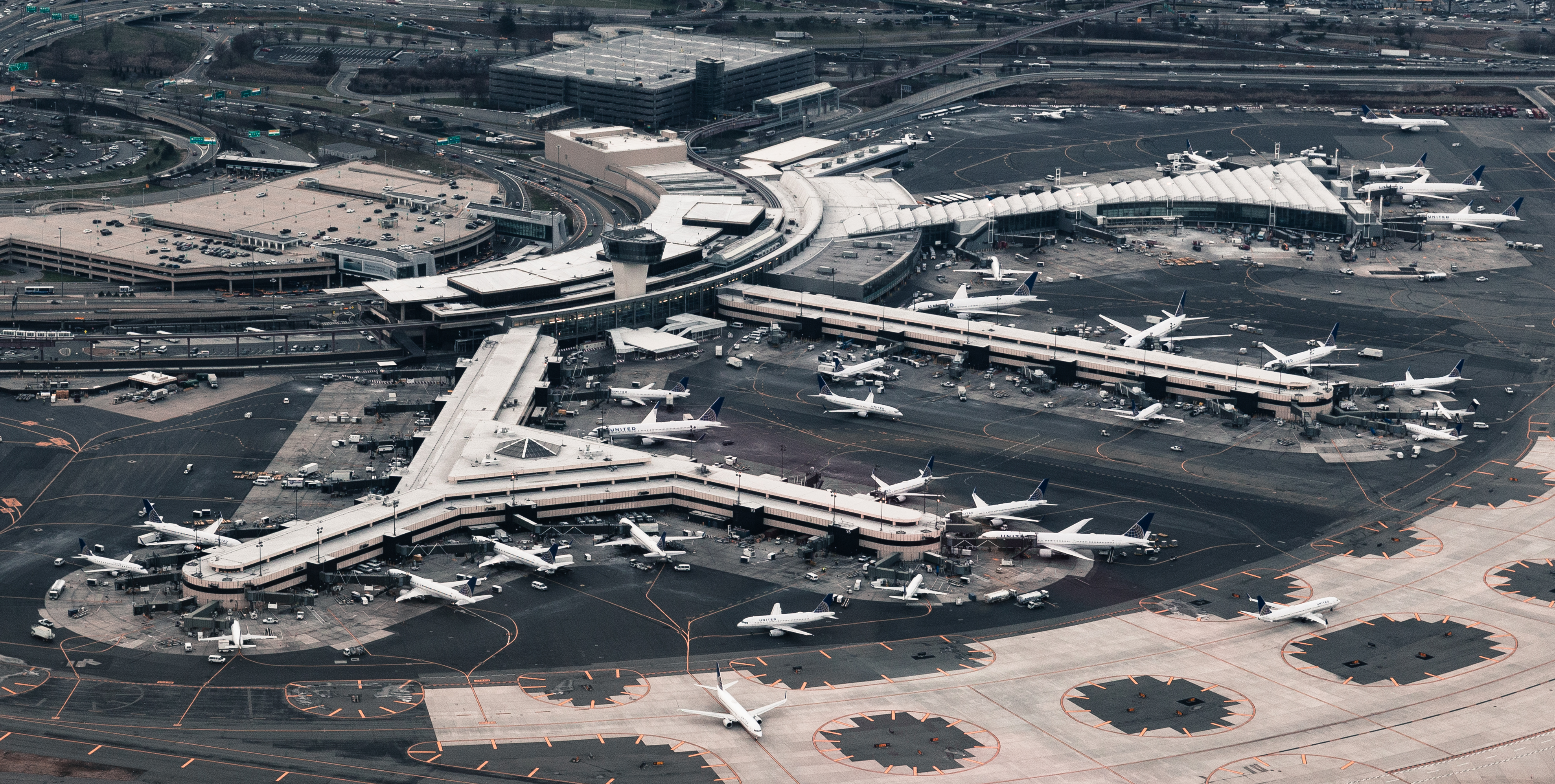
Вид з конкорсу C

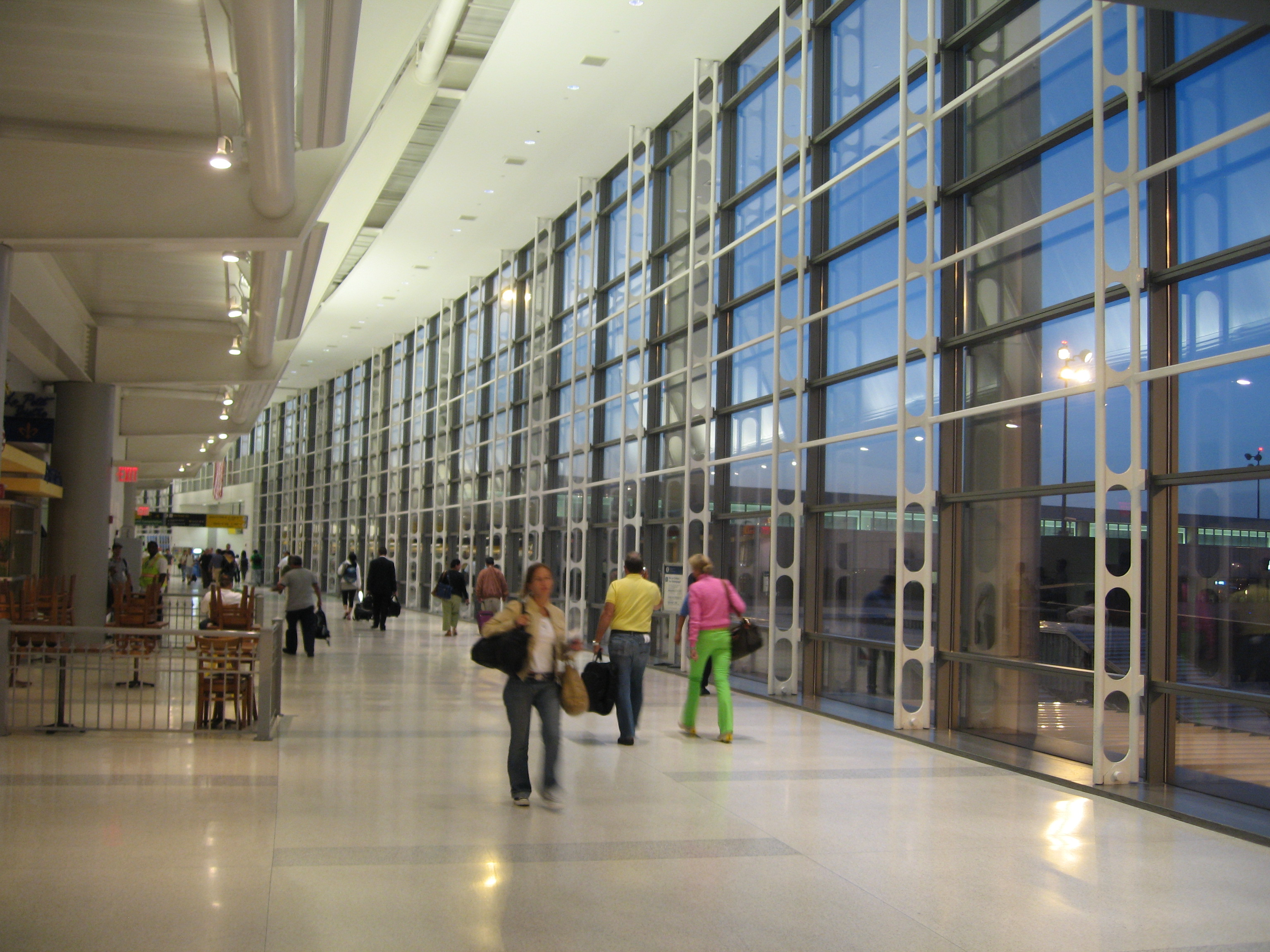
Інтер'єр реконструйованого терміналу C.

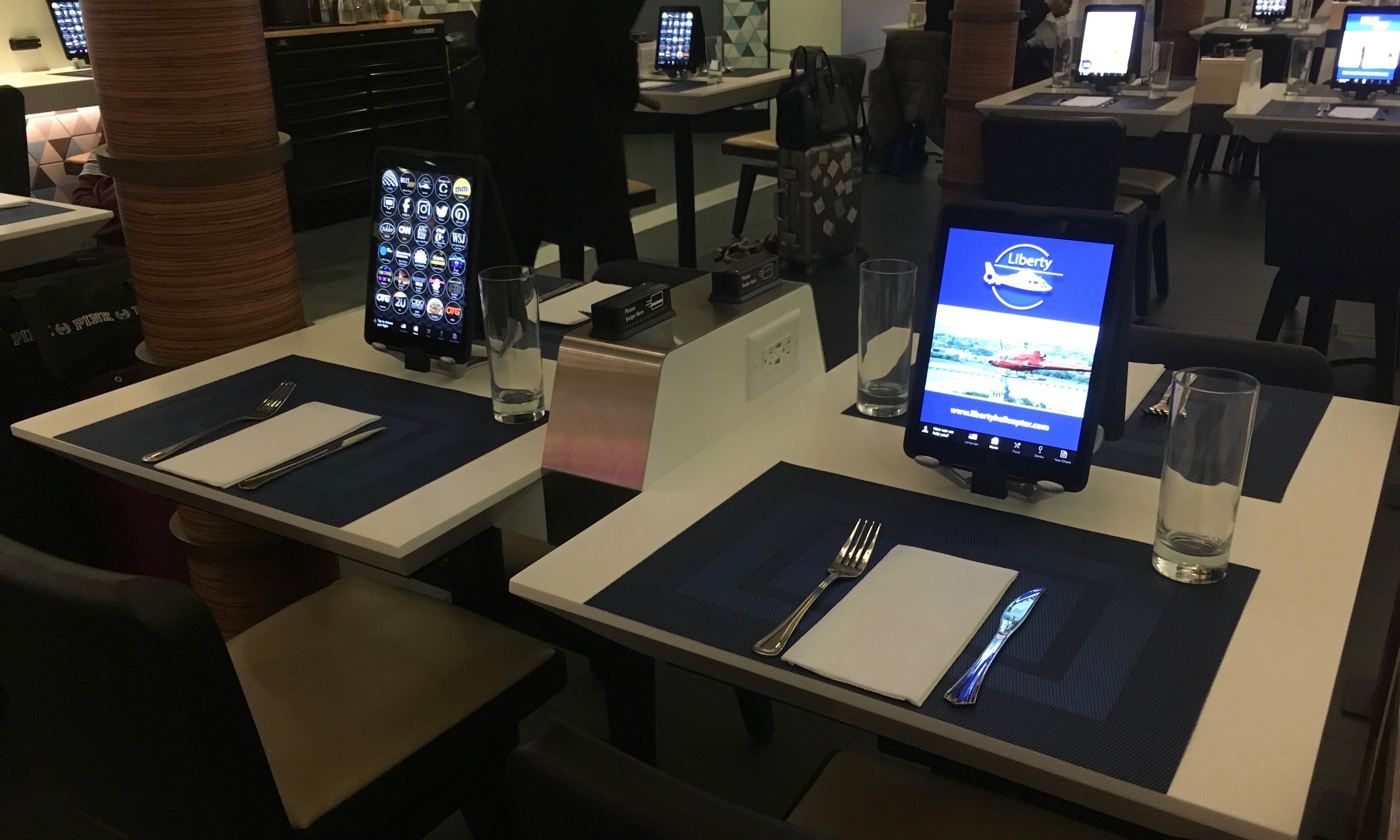
Термінал C обладнано понад 6000 iPad-ами

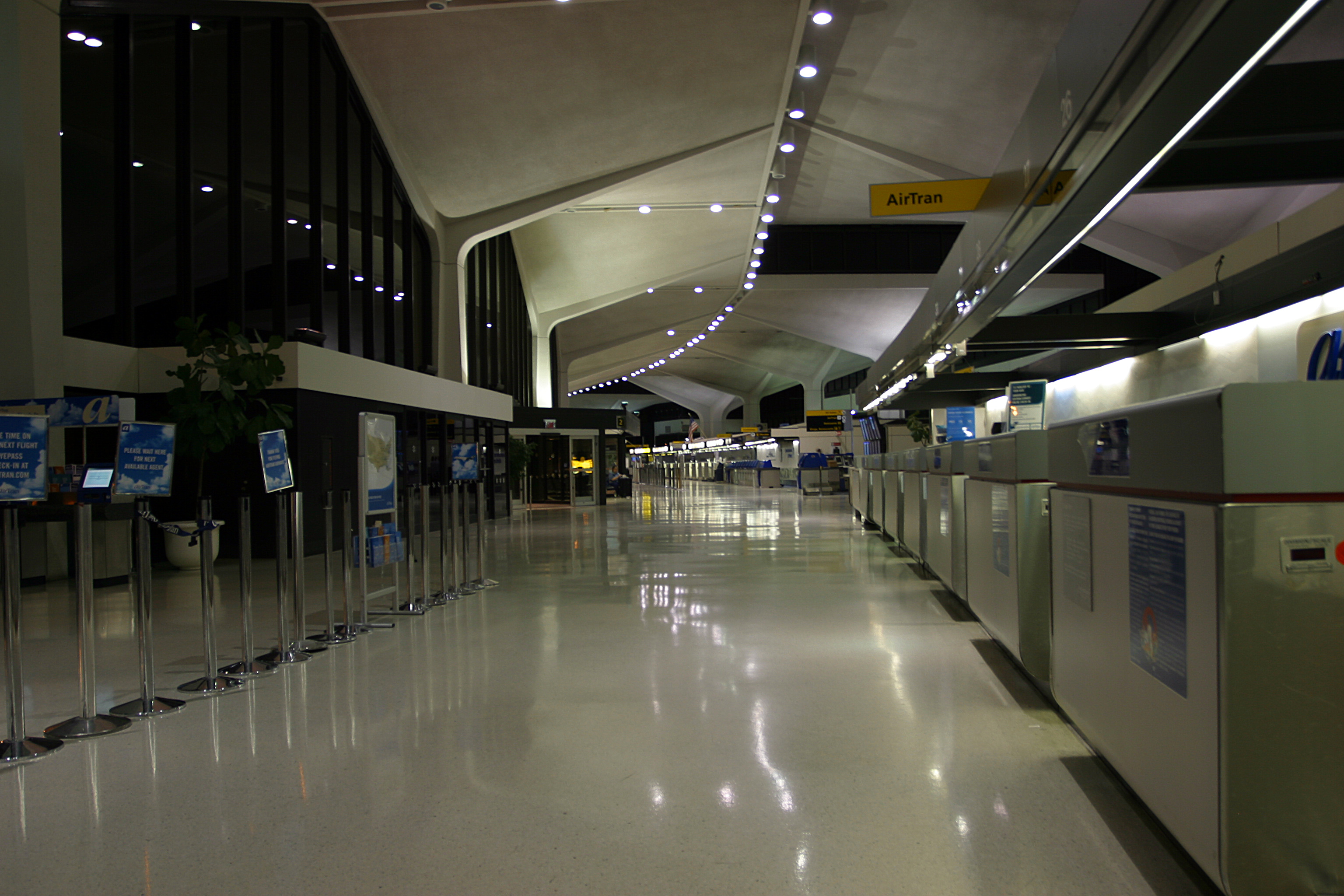
Термінал A в ночі, 2005 рік

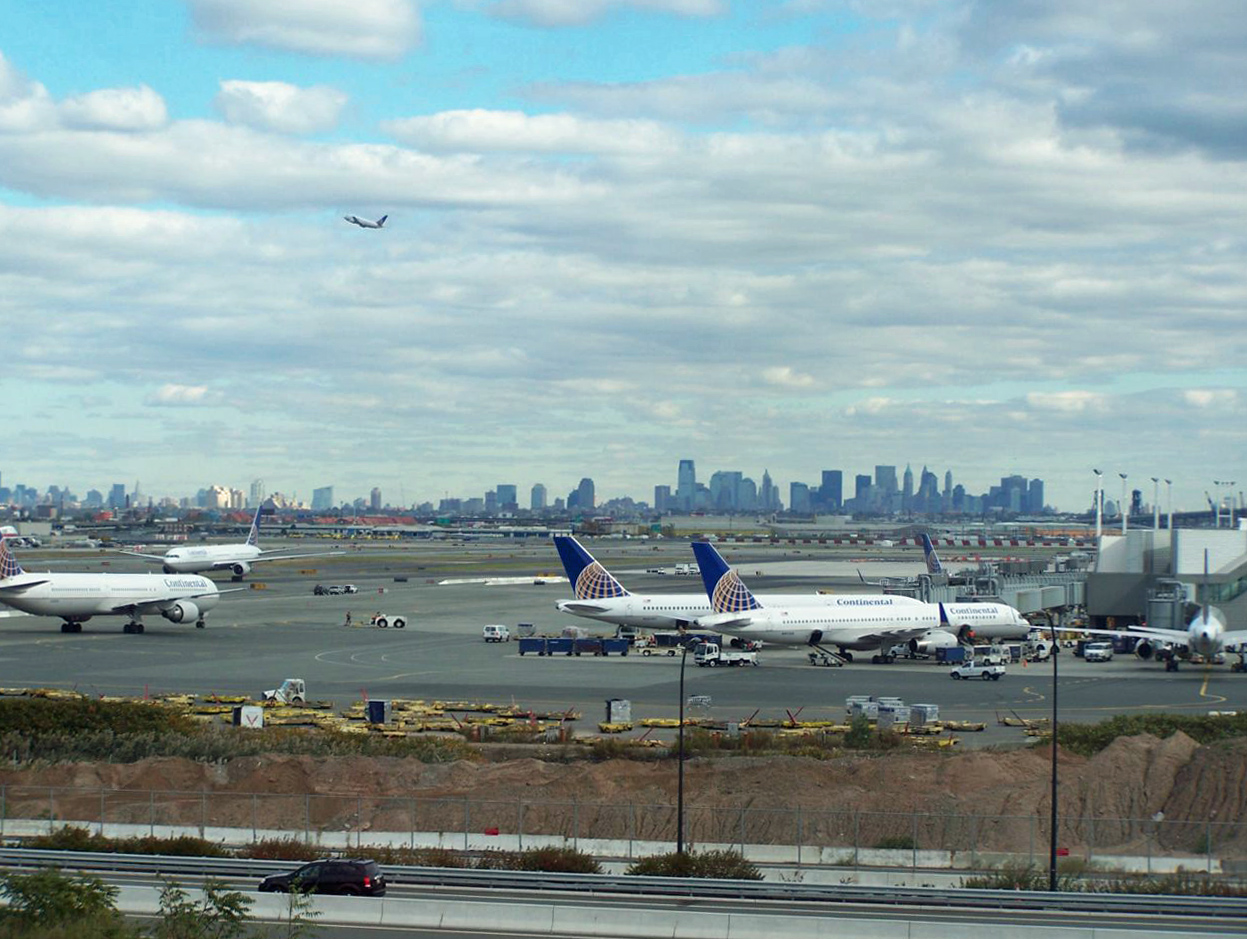
Літаки позаду аеропорту

### Злітно-посадкові смуги
Аеропорт охоплює 820 га і має три злітно-посадкові смуги та одну посадкову зону для вертольоту (геліпад):
| Тип                    | Назва  | Територія (м) | Покриття                  |
| ---------------------- | ------ | ------------- | ------------------------- |
| Злітно-посадкова смуга | 4L/22R | 3 353 × 46    | Асфальт / бетон, рифлений |
| Злітно-посадкова смуга | 4R/22L | 3 048 × 46    | Асфальт / бетон, рифлений |
| Злітно-посадкова смуга | 11/29  | 2 050 × 46    | Асфальт / бетон, рифлений |
| Геліпад                | H1     | 12 × 12       | Бетон                     |

Злітно-посадкова смуга 11/29 — одна з трьох злітно-посадкових смуг, побудованих під час Другої світової війни. У 1952 р. злітно-посадкові смуги 1/19 та 6/24 були закриті, а нова злітно-посадкова смуга 4/22 (нині 4R / 22L) була відкрита довжиною 2 100 м. Після 1970 року ця злітно-посадкова смуга була збільшена до 3 000 м, скорочена на деякий час до 2 800 м і, нарешті, досягла своєї поточної довжини вже у 2000 р. Злітно-посадкова смуга 4L / 22R відкрилася в 1970 році довжиною 2 500 м і була продовжена до її поточної довжини у 2000 р.
Всі підходи, крім злітно-посадкової смуги 29, мають ILS та злітно-посадкова смуга 4R має сертифіковані для підходів категорії III. Злітно-посадкова смуга 22L була оновлена до можливостей підходу CAT III.
Злітно-посадкова смуга 4L / 22R використовується, перш за все, для зльотів, тоді як 4R / 22L в основному використовується для посадок, а 11/29 використовується меншими літаками або коли на двох основних злітно-посадкових смугах є сильні зворотні вітри. Паралельні злітно-посадкові смуги Ньюарка (4L і 4R) розташовані на відстані 250 м, це четверте найменше відокремлення основних аеропортів у США, після Міжнародного аеропорту Сан-Франциско, міжнародного аеропорту Лос-Анджелеса та міжнародного аеропорту Сіетл-Такома.
На відміну від двох інших великих аеропортів Нью-Йорка, JFK і Ла-Гуардія, розташованих безпосередньо біля великих водоймищ (затока Джамейка та ІІст-Ривер) відповідно, а злітно-посадкові смуги яких принаймні частково виходять на них, Ньюарк Ліберті, розташований лише через Interstate 95 із затоки Ньюарк і недалеко від річки Гудзон, безпосередньо не перетинається на одному з водойм, тому аеропорт та його злітно-посадкові смуги повністю замкнені.

## Авіалінії та напрямки на листопад 2018

### Пасажирські
| Авіакомпанія                  | Пункт призначення | Джерела |
| ----------------------------- | --- | ------- |
| Aer Lingus                    | Дублін | [ 11 ]  |
| Air Canada                    | Калгарі, Ванкувер Сезонний: Торонто-Пірсон | [ 12 ]  |
| Air Canada Express            | Монреаль-Трюдо, Оттава, Торонто-Пірсон | [ 12 ]  |
| Air China                     | Пекін-Столичний | [ 13 ]  |
| Air India                     | Делі, Мумбаї | [ 14 ]  |
| Alaska Airlines               | Лос-Анджелес, Портленд (Орегон), Сан-Дієго, Сан-Франциско, Сан-Хосе (Каліфорнія), Сіетл-Такома | [ 15 ]  |
| Allegiant Air                 | Ешвілл, Цинциннаті, Форт-Волтон-Біч, Саванна Сезонний: Ноксвілл | [ 17 ]  |
| American Airlines             | Шарлотт, Чикаго-О'Хара, Даллас-Форт-Верт, Маямі, Фінікс-Скай-Харбор | [ 18 ]  |
| American Eagle                | Чикаго-О'Хара | [ 18 ]  |
| Austrian Airlines             | Відень | [ 19 ]  |
| Avianca El Salvador           | Сан-Сальвадор | [ 21 ]  |
| British Airways               | Лондон-Хітроу | [ 22 ]  |
| Cathay Pacific                | Гонконг | [ 23 ]  |
| Delta Air Lines               | Атланта, Детройт, Міннеаполіс-Сент-Пол, Солт-Лейк-Сіті | [ 24 ]  |
| Delta Connection              | Цинциннаті, Детройт, Міннеаполіс-Сент-Пол, Ралей-Дурхам | [ 24 ]  |
| El Al                         | Тель-Авів-Бен-Гуріон | [ 25 ]  |
| Elite Airways                 | Сезонний: Біміні,a Веро-Біч (Флорида) | [ 27 ]  |
| Emirates                      | Афіни, Дубай-Міжнародний | [ 28 ]  |
| Ethiopian Airlines            | Абіджан, Аддис-Абеба, Ломе | [ 30 ]  |
| Eurowings                     | Дюссельдорф (починається 1 грудня 2018) | [ 31 ]  |
| Icelandair                    | Рейк'явік-Кеплавік | [ 32 ]  |
| JetBlue Airways               | Бостон, Форт-Лодердейл, Форт-Маєрс, Орландо, Сан-Хуан, Саньтьяго-де-лос-Кабаллерос, Санто-Домінго-Лас-Амерікас, Тампа, Вест-Палм-Біч Сезонний: Барбадос | [ 34 ]  |
| La Compagnie                  | Париж-Орлі | [ 35 ]  |
| Level                         | Париж-Орлі | [ 36 ]  |
| LOT                           | Ряшів, Варшава-Шопен | [ 37 ]  |
| Lufthansa                     | Дюссельдорф (закінчується 30 листопада 2018), Франкфурт-на-Майні, Мюнхен | [ 38 ]  |
| Norwegian Air Shuttle         | Барселона, Париж-Орлі, Рим-Фіумічіно | [ 39 ]  |
| Porter Airlines               | Торонто-Бішоп | [ 40 ]  |
| Scandinavian Airlines System  | Копенгаген, Осло-Гардермуен, Стокгольм-Арланда | [ 41 ]  |
| Singapore Airlines            | Сінгапур | [ 42 ]  |
| Southwest Airlines            | Остін, Чикаго-Мідуей, Денвер, Форт-Лодердейл (закінчується 7 квітня 2019), Індіанаполіс (закінчується 6 січня 2019), Нашвілл (відновиться 7 січня 2019), Окленд, Орландо, Фінікс-Скай-Харбор, Сан-Дієго, Сент-Луїс | [ 45 ]  |
| Spirit Airlines               | Атланта, Форт-Лодердейл, Х'юстон-Інтерконтінентал, Лас-Вегас, Міртл-Біч, Новий Орлеан, Орландо, Санто-Домінго-Лас-Амерікас | [ 46 ]  |
| Swiss International Air Lines | Цюрих | [ 47 ]  |
| TAP Portugal                  | Лісабон, Порту | [ 48 ]  |
| United Airlines               | Агуаділья, Амстердам, Антигуа, Аруба, Ешвілл (ends February 13, 2019), Атланта, Остін, Барселона, Пекін-Столичний, Берлін-Тегель, Бермуда, Богота, Бонер, Бостон, Брюссель, Буенос-Айрес-Есейса, Канкун, Чарлстон (Південна Кароліна), Шарлотт, Чикаго-О'Хара, Клівленд, Даллас-Форт-Верт, Делі, Денвер, Детройт, Дублін, Единбург, Форт-Лодердейл, Форт-Маєрс, Франкфурт, Женева, Гватемала, Гавана, Гонконг, Гонолулу, Х'юстон-Інтерконтінентал, Ноксвілл, Лас-Вегас, Ліма, Лісабон, Лондон-Хітроу, Лос-Анджелес, Мадрид, Манчестер (Велика Британія), Мемфіс, Мехіко, Маямі, Мілан-Мальпенса, Мілвокі, Міннеаполіс-Сент-Пол, Монтего-Бей, Мумбаї, Мюнхен, Нашвілл, Нассау, Новий Орлеан, Норфолк, Округ Орендж, Орландо, Панама, Париж-Шарль де Голль, Фінікс-Скай-Харбор, Піттсбург, Порт-оф-Спейн, Портленд (Мен), Портленд (Орегон), Провіденсіалес, Пуерто-Плата, Пуерто-Валларта, Пунта-Кана, Ралей-Дурхам, Рочестер (Нью-Йорк), Рим-Фіумічіно, Солт-Лейк-Сіті, Сан-Антоніо, Сан-Дієго, Сан-Франциско, Сан-Хосе-де-Коста-Рика, Сане-Хосе-дель-Кабо, Сан-Хуан, Сан-Педро-Сула, Санто-Домінго-Лас-Амерікас, Саньтьяго-де-лос-Кабальєрос, Сан-Паулу-Гуарульюс, Сарасота, Сіетл-Такома, Шанхай-Пудун, Сент-Люсія-Геванорра, Сент-Мартен, Тампа, Тель-Авів-Бен-Гуріон, Токіо-Наріта, Вашингтон-Даллес, Вашингтон-Національний, Вест-Палм-Біч, Цюрих Сезонний: Анкоридж, Афіни, Беліз, Боузмен, Буффало, Берлінгтон (Вермонт), Козумел, Ігл-Вейл, Глазго, Гранд-Кайман, Гайден-Стімбоут-Спрінгс, Індіанаполіс, Джексон-Хоул, Джексонвілл (Флорида), Ліберія (Коста-Рика), Монро, Міртл-Біч, Неаполь (починається 22 травня 2019), Палм-Спрінгс (begins December 19, 2018), Порту, Провіденс, Прага (починається 6 червня 2019), Рейк'явік-Кеплавік, Сакраменто, Сан-Сальвадор, Саванна, Шеннон, Стокгольм-Арланда, Сент-Кіттс, Сан-Томе, Ванкувер, Венеція-Марко Поло | [ 50 ]  |
| United Express                | Акрон-Кантон, Олбані, Ешвілл (закінчується 13 лютого 2019), Атланта, Остін, Бангор, Бостон, Буффало, Берлінгтон (Вермонт), Чарлстон (Південна Кароліна), Шарлотт, Чикаго-О'Хара, Цинциннаті, Клівленд, Колумбус-Гленн, Даллас-Форт-Верт, Дейтон, Детройт, Ельміра (закінчується 30 березня 2019), Фаєтвілл-Бентонвілл, Гранд-Репідс, Грінборо, Грінвілл-Спартанбург, Галіфакс, Індіанаполіс, Джеконвілл (Флорида), Канзас-Сіті, Кей-Вест, Ноксвілл, Лексінгтон (Кентуккі) (закінчується 13 лютого 2019), Луїсвілл, Медісон, Манчестер (Нью-Гемпшир) (закінчується 30 березня 2019), Мемфіс, Мілвокі, Міннеаполіс-Сент-Пол, Монреаль-Трюдо, Нашвілл, Новий Орлеан, Норфолк, Оклахома-Сіті, Омаха, Оттава, Піттсбург, Портленд (Мен), Преск-Айл, Провіденс, Квебек, Ралей-Дурхам, Річмонд, Рочестер (Нью-Йорк), Сент-Луїс, Сарасота, Саванна, Саут-Бенд (закінчується 6 січня 2019), Сирак'юз, Торонто-Пірсон, Вашингтон-Даллес, Вашингтон-Національний, Вест-Палм-Біч Сезонний: Ешвілл (починається 6 червня 2019), Гілтон-Гед (починається 6 квітня 2019), Маямі, Міртл-Біч, Нантукет, Пенсакола (починається 6 червня 2019), Репід-Сіті, Треверс-Сіті | [ 50 ]  |
| Vacation Express              | Сезонний чартер: Канкун, Козумел, Фріпорт, Пунта-Кана | [ 54 ]  |
| Virgin Atlantic               | Лондон-Хітроу | [ 55 ]  |
| VivaAerobus                   | Сезонний: Канкун | [ 56 ]  |
| WOW air                       | Рейк'явік-Кеплавік | [ 57 ]  |

↑ 

### Вантажні
| Авіакомпанія     | Пункт призначення |
| ---------------- | --- |
| Cargojet Airways | Бермуди |
| DHL Aviation     | Цинциннаті |
| FedEx Express    | Еллентаун, Атланта, Бостон, Чикаго-О'Хара, Клівленд, Детройт, Форт-Лодердейл, Грінборо, Індіанаполіс, Лос-Анджелес, Мемфіс, Маямі, Монреаль-Мірабель, Нашвілл, Париж-Шарль де Голль, Піттсбург, Вашингтон-Даллес |
| FedEx Express    | Олбані (Нью-Йорк), Балтимор, Бостон, Буффало, Гаррісбург, Плеттсбург, Провіденс, Сирак'юз, Вашингтон-Даллес |
| IAG Cargo        | Париж-Орлі |
| UPS Airlines     | Анкоридж, Чикаго-Рокфорд, Даллас-Форт-Верт, Де-Мон, Гартфорд, Лондон-Станстед, Луїсвілл, Онтаріо, Токіо-Наріта                                                                                                   |

## Статистика

### Найпопулярніші напрямки
| Місце | Аеропорт                         | Пасажири  | Перевізники                        |
| ----- | -------------------------------- | --------- | ---------------------------------- |
| 1     | Орландо, Флорида                 | 1,049,290 | JetBlue, Southwest, Spirit, United |
| 2     | Сан-Франциско, Каліфорнія        | 960,720   | Alaska, United                     |
| 3     | Форт-Лодердейл, Флорида          | 861,240   | JetBlue, Southwest, Spirit, United |
| 4     | Лос-Анджелес, Каліфорнія         | 809,000   | Alaska, United                     |
| 5     | Чикаго-О'Хара, Іллінойс          | 709,900   | American, United                   |
| 6     | Атланта, Джорджія                | 683,500   | Delta, United, Spirit              |
| 7     | Х'юстон-Інтерконтиненталь, Техас | 561,270   | Spirit, United                     |
| 8     | Бостон, Массачусетс              | 534,130   | JetBlue, United                    |
| 9     | Шарлотт, Північна Кароліна       | 503,720   | American, United                   |
| 10    | Денвер, Колорадо                 | 464,170   | Southwest, United                  |

| Місце | Аеропорт                                    | Пасажири | Зміна %  | Перевізник(и)                                       |
| ----- | ------------------------------------------- | -------- | -------- | --------------------------------------------------- |
| 1     | Лондон-Хітроу, Велика Британія              | 917,473  | ▼05.8 %  | Air India, British Airways, United, Virgin Atlantic |
| 2     | Тель-Авів-Бен-Гуріон, Ізраїль               | 507,378  | ▲01.8 %  | El Al, United                                       |
| 3     | Торонто-Пірсон, Канада                      | 439,922  | ▲03.2 %  | Air Canada, United                                  |
| 4     | Торонто-Біллі Бішоп, Канада                 | 406,084  | ▲04.3 %  | Porter Airlines                                     |
| 5     | Канкун, Мексика                             | 398,001  | ▲017.9 % | United                                              |
| 6     | Франкфурт-на-Майні, Німеччина               | 376,111  | ▼01.7 %  | Lufthansa, United                                   |
| 7     | Париж-Шарль де Голль, Франція               | 359,748  | ▲01.4 %  | Delta, La Compagnie, United                         |
| 8     | Мумбаї, Індія                               | 357,892  | ▲01.5 %  | Air India, United                                   |
| 9     | Гонконг                                     | 349,769  | ▼00.9 %  | Cathay Pacific, United                              |
| 10    | Мюнхен, Німеччина                           | 287,508  | ▼06.1 %  | Lufthansa, United                                   |
| 11    | Пекін-Столичний, КНР                        | 267,896  | ▲051.0 % | Air China, United                                   |
| 12    | Цюрих, Швейцарія                            | 248,026  | ▲02.9 %  | Swiss, United                                       |
| 13    | Копенгаген, Данія                           | 241,390  | ▲025.3 % | Scandinavian                                        |
| 14    | Лісабон, Португалія                         | 240,892  | ▲02.4 %  | TAP Portugal, United                                |
| 15    | Амстердам, Нідерланди                       | 238,928  | ▲08.4 %  | Delta, United                                       |
| 16    | Пунта-Кана, Домініканська Республіка        | 233,210  | ▲08.3 %  | United                                              |
| 17    | Оранєсад, Аруба                             | 221,325  | ▲027.3 % | United                                              |
| 18    | Дублін, Ірландія                            | 214,429  | ▲049.9 % | Aer Lingus, United                                  |
| 19    | Сент-Томас, Американські Віргінські Острови | 203,464  | ▲04.5 %  | United                                              |
| 20    | Стокгольм-Арланда, Швеція                   | 201,497  | ▼09.6 %  | Scandinavian, United                                |

### Частка авіакомпаній на ринку
З 2012 року United Airlines обслуговує 72% від усіх пасажирів в Ньюарку.
| Місце | Авіакомпанія       | Пасажири   |
| ----- | ------------------ | ---------- |
| 1     | United Airlines    | 28,479,502 |
| 2     | JetBlue Airways    | 2,170,699  |
| 3     | American Airlines  | 2,140,475  |
| 4     | Delta Air Lines    | 1,922,977  |
| 5     | Southwest Airlines | 1,551,837  |
| 6     | Spirit Airlines    | 833,787    |
| 7     | Air Canada         | 684,660    |
| 8     | Virgin America     | 682,396    |
| 9     | Alaska Airlines    | 556,447    |
| 10    | Lufthansa          | 536,111    |
| 11    | SAS                | 516,607    |
| 12    | Porter Airlines    | 393,886    |
| 13    | Air India          | 265,604    |
| 14    | British Airways    | 263,831    |
| 15    | TAP Portugal       | 196,169    |
| 16    | Cathay Pacific     | 179,176    |
| 17    | Allegiant Air      | 177,382    |
| 18    | El Al              | 166,212    |
| 19    | Aer Lingus         | 165,662    |
| 20    | Emirates           | 158,565    |

### Річний трафік
| Рік  | Пасажирообіг |  | Рік  | Пасажирообіг |  | Рік  | Пасажирообіг |  | Рік  | Пасажирообіг |  | Рік  | Пасажирообіг |  | Рік  | Пасажирообіг |  | Рік  | Пасажирообіг |  | Рік  | Пасажирообіг |
| ---- | ------------ |  | ---- | ------------ |  | ---- | ------------ |  | ---- | ------------ |  | ---- | ------------ |  | ---- | ------------ |  | ---- | ------------ |  | ---- | ------------ |
|      |              |  | 2010 | 33,107,041   |  | 2000 | 34,188,701   |  | 1990 | 22,255,002   |  | 1980 | 9,223,260    |  | 1970 | 6,460,489    |  | 1960 | 2,935,613    |  |      |              |
|      |              |  | 2009 | 33,424,110   |  | 1999 | 33,622,686   |  | 1989 | 20,927,946   |  |      |              |  |      |              |  |      |              |  | 1949 | 834,916      |
|      |              |  | 2008 | 35,366,359   |  | 1998 | 32,575,874   |  | 1988 | 22,495,568   |  |      |              |  |      |              |  |      |              |  |      |              |
| 2017 | 43,393,499   |  | 2007 | 36,367,240   |  | 1997 | 30,945,857   |  | 1987 | 23,475,254   |  |      |              |  |      |              |  |      |              |  |      |              |
| 2016 | 40,351,331   |  | 2006 | 35,764,910   |  | 1996 | 29,117,464   |  | 1986 | 29,433,046   |  |      |              |  |      |              |  |      |              |  |      |              |
| 2015 | 37,494,704   |  | 2005 | 33,078,473   |  | 1995 | 26,626,231   |  | 1985 | 28,576,586   |  |      |              |  |      |              |  |      |              |  |      |              |
| 2014 | 35,600,108   |  | 2004 | 31,893,372   |  | 1994 | 28,019,984   |  | 1984 | 23,654,163   |  |      |              |  |      |              |  |      |              |  |      |              |
| 2013 | 35,016,236   |  | 2003 | 29,428,899   |  | 1993 | 25,809,413   |  |      |              |  |      |              |  |      |              |  |      |              |  |      |              |
| 2012 | 34,014,027   |  | 2002 | 29,220,775   |  | 1992 | 24,284,248   |  |      |              |  |      |              |  |      |              |  |      |              |  |      |              |
| 2011 | 33,711,372   |  | 2001 | 31,100,491   |  | 1991 | 22,276,396   |  |      |              |  |      |              |  |      |              |  |      |              |  |      |              |